# كارلوس بيلاردو
كارلوس سالفادور بيلاردو (بالإسبانية: Carlos Salvador Bilardo) (مواليد 16 مارس 1939) هو لاعب كرة قدم ومدرب وطبيب أرجنتيني. أهم إنجازاته هو قيادته منتخب الأرجنتين للفوز بكأس العالم للمرة الثانية عام 1986. كما قاد المنتخب الأرجنتيني للمركز الثاني في كأس العالم 1990، وكان المنتخب بقيادة النجم دييغو مارادونا في كلا البطولتين، درب أيضاً منتخبات كولومبيا، غواتيمالا وليبيا.